# Bibasis
Bibasis es un género de lepidópteros ditrisios de la subfamilia Coeliadinae  dentro de la familia Hesperiidae.

## Especies
- Bibasis amara
- Bibasis anadi
- Bibasis aquilina (Speyer, 1879)
- Bibasis arradi Nicer
- Bibasis etelka (Hewitson, [1867])
- Bibasis gomata
- Bibasis harisa
- Bibasis iluska (Hewitson, 1867)
- Bibasis imperialis Plötz, 1886
- Bibasis jaina
  - Bibasis jaina formosana (Fruhstorfer, 1911)
- Bibasis kanara (Evans, 1926)
- Bibasis mahintha Moore 1874
- Bibasis miraculata Evans, 1949
- Bibasis oedipodea
- Bibasis owstoni Eliot, 1980
- Bibasis phul (Mabille, 1876)
- Bibasis sena
- Bibasis striata (Hewitson, [1867])
- Bibasis tuckeri Elwes & Edwards, 1897
- Bibasis unipuncta Lee, 1962
- Bibasis vasutana -